# Manchester City Football Club 1897-1898
Questa pagina raccoglie i dati riguardanti il Manchester City Football Club nelle competizioni ufficiali della stagione 1897-1898.

## Maglie
| Casa |

## Rosa
| N. |                           | Ruolo | Calciatore       |
| -- | ------------------------- | ----- | ---------------- |
|    | non conosciuta (bandiera) | P     | Tommy Chappell   |
|    | Inghilterra (bandiera)    | P     | Charlie Williams |
|    | Inghilterra (bandiera)    | D     | Tommy Clare      |
|    | Inghilterra (bandiera)    | D     | Dick Ray         |
|    | Scozia (bandiera)         | C     | Stuart Munn      |
|    | Canada (bandiera)         | A     | Walter Bowman    |
|    | Inghilterra (bandiera)    | A     | Billie Gillespie |
|    | Galles (bandiera)         | A     | Billy Meredith   |
|    | Inghilterra (bandiera)    | A     | B. Smith         |
|    | Inghilterra (bandiera)    | A     | Jimmy Whitehead  |
|    | Inghilterra (bandiera)    | A     | Fred Williams    |

| N. |                           | Ruolo | Calciatore    |  |
| -- | ------------------------- | ----- | ------------- |  |
|    | non conosciuta (bandiera) |       | George Dougal |  |
|    | non conosciuta (bandiera) |       | Frank Dyer    |  |
|    | non conosciuta (bandiera) |       | H. Foster     |  |
|    | non conosciuta (bandiera) |       | James Harper  |  |
|    | non conosciuta (bandiera) |       | Billy Holmes  |  |
|    | non conosciuta (bandiera) |       | Pat Leonard   |  |
|    | non conosciuta (bandiera) |       | Bobby Moffatt |  |
|    | non conosciuta (bandiera) |       | Thomas Read   |  |
|    | non conosciuta (bandiera) |       | S. Smith      |  |
|    | non conosciuta (bandiera) |       | Jock Wilson   |  |

## Statistiche

### Statistiche di squadra
| Competizione    | Punti | In casa | In casa | In casa | In casa | In casa | In casa | In trasferta | In trasferta | In trasferta | In trasferta | In trasferta | In trasferta | Totale | Totale | Totale | Totale | Totale | Totale | DR  |
| Competizione    | Punti | G       | V       | N       | P       | Gf      | Gs      | G            | V            | N            | P            | Gf           | Gs           | G      | V      | N      | P      | Gf     | Gs     | DR  |
| --------------- | ----- | ------- | ------- | ------- | ------- | ------- | ------- | ------------ | ------------ | ------------ | ------------ | ------------ | ------------ | ------ | ------ | ------ | ------ | ------ | ------ | --- |
| Second Division | 39    | 15      | 10      | 4       | 1       | 45      | 15      | 15           | 5            | 5            | 5            | 21           | 21           | 30     | 15     | 9      | 6      | 66     | 36     | +30 |
| FA Cup          | -     | 1       | 1       | 0       | 0       | 1       | 0       | 1            | 0            | 0            | 1            | 0            | 1            | 2      | 1      | 0      | 1      | 1      | 1      | 0   |
| Totale          | -     | 16      | 11      | 4       | 1       | 46      | 15      | 16           | 5            | 5            | 6            | 21           | 22           | 32     | 16     | 9      | 7      | 67     | 37     | +30 |